# Pareumelea eugeniata
Pareumelea eugeniata är en fjärilsart som beskrevs av Achille Guenée 1858. Pareumelea eugeniata ingår i släktet Pareumelea och familjen mätare. Inga underarter finns listade i Catalogue of Life.

## Bildgalleri

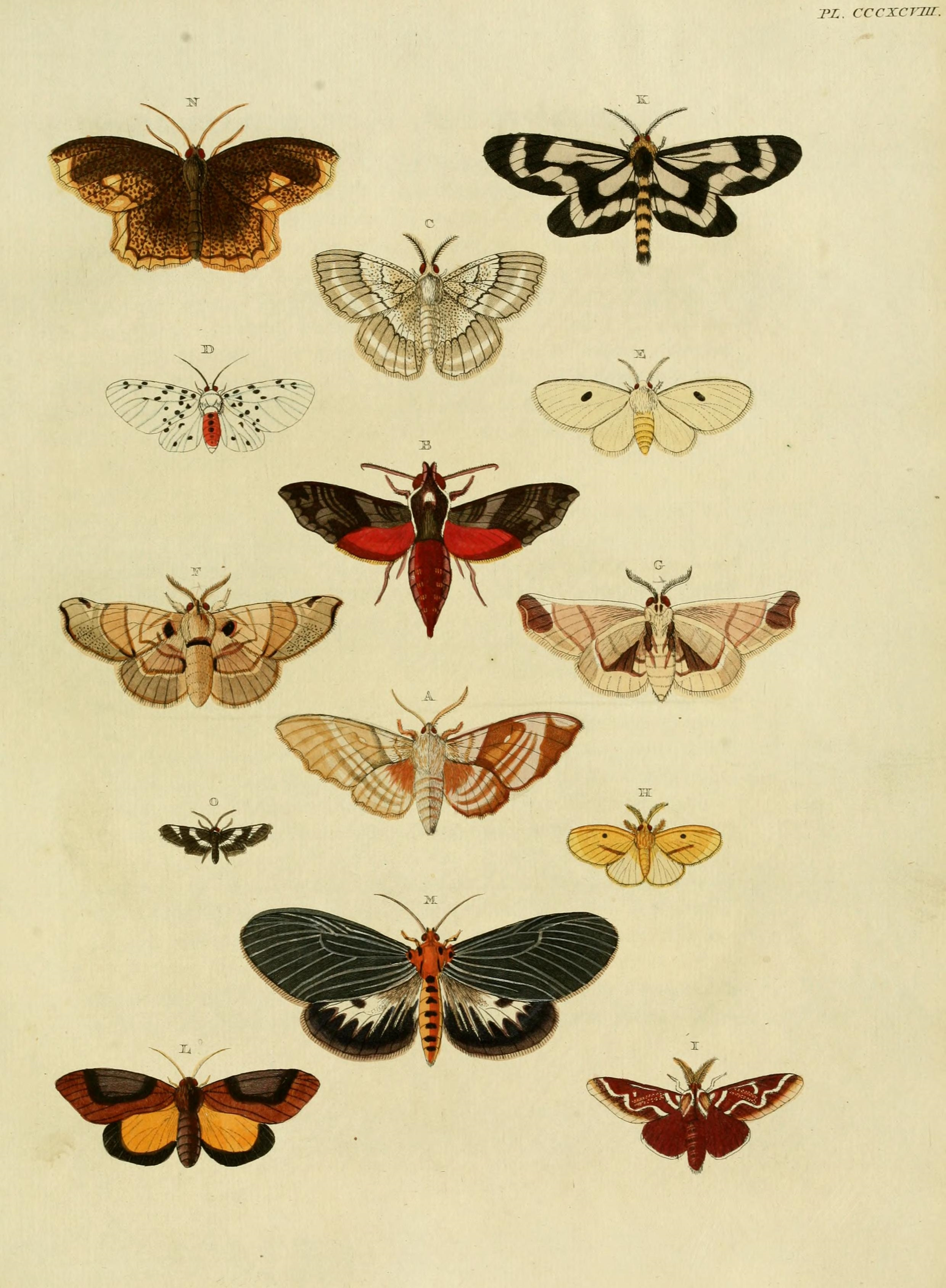